# 衢化街道
衢化街道是中华人民共和国浙江省衢州市柯城区下辖的一个街道。其办公地址位于文昌路63号，得名於境內特大型國有企業巨化集團公司的舊名衢州化學工業公司（衢化）。
衢化街道前身為衢州化工廠生活區。1958年衢州化工廠建立時，為安置職工而在廠區以東至烏溪江區域內建設職工宿舍，公寓樓以及百貨大樓，體育場等生活服務設施，至21世紀初先後建成文苑村，昌苑村（原生活區），濱一村（原濱一，濱二生活區），濱二村（原濱三，濱四區），濱三村（原濱五區），望柯村，花徑村7個住宅社區。此外在廠區內的設有西山生活區，101廠附近設有101生活區以供地理位置較為偏僻的分廠職工居住。2001年柯城区行政区划调整时衢化街道撤销。
2013年9月13日，衢州市人民政府批复同意调整柯城区花园街道管辖范围，增设衢化街道。衢化街道辖滨一村、滨二村、滨三村、花径二村、昌苑、文昌、花径一村、望江8个社区和孔家、官碓、溪东埂、上祝、缸窑、塔坛寺、普珠园7个行政村，街道办事处驻柯城区文昌路63号。

## 行政区划
衢化街道下辖以下村级行政区划单位：
文昌社区、昌苑社区、滨一村社区、滨二村社区、滨三村社区、花径一村社区、花径二村社区、望江社区、溪东埂村、普珠园村、官碓村、缸窑村、上祝村、孔家村和塔坛寺村。